# Distretto di Wiang Sa (Surat Thani)
Il distretto di Wiang Sa (in thailandese: เวียงสระ) è un distretto (amphoe) della Thailandia, situato nella provincia di Surat Thani.